# شهرستان راسکومون (میشیگان)
شهرستان راسکومون، میشیگان (به انگلیسی: Roscommon County, Michigan) یک سکونتگاه مسکونی در ایالات متحده آمریکا است که در میشیگان واقع شده‌است.